# 손지창 1집
《손지창 1집》은 손지창의 1집 앨범이자, 데뷔 앨범으로 '내가 너를 느끼듯이', '혼자만의 비밀' 등 10곡이 수록되어 있다.

## 음반
이랜드, 레스포 자전거 등 CF모델로 활동하던중 1991년에 모델선배인 가수 심신의 소개로 작곡가 유정연을 만나 오디션을 거쳐 보컬 트레이닝, 작사,작곡작업을 1년 정도 함께 준비하던중 탤런트 김은정 소개로 출연한 MBC-TV 드라마 '무동이네 집'에 출연하면서 청소년들에게 폭발적인 인기를 얻었다. 그 이후 음반작업을 마치자마자 1992년에 손지창 1집을 발표. 그 당시 꽤 높은 판매량을 기록하였다. 이 앨범은 1곡을 (세상 모든이에게 작사: 박준배) 제외한 모든곡을 손지창이 작사하였다. 특히 이 음반은 작곡가 유정연의 그룹 '아침'1집 음반과 동시에 레코딩이 진행되어 거의 같은 뮤지션들이 연주해주었다.(김형석, 함춘호, 손진태, 신현권, 강윤기, 김원용 등등)

## 수록곡
1. 내가 너를 느끼듯이 (Tittle) - 4:51 (작사 : 손지창 / 작곡·편곡 : 유정연)
2. 지워버린 편지 - 3:56 (작사 : 박준배 / 작곡·편곡 : 유정연)
3. 너의 흔적속에 4:46 - (작사 : 손지창 / 작곡·편곡 : 유정연)
4. 영원한 헤어짐이 되어 - 3:43 (작사 : 손지창 / 작곡·편곡 : 유정연)
5. 혼자만의 비밀 - 3:54 (작사 : 손지창 / 작곡·편곡 : 유정연)
6. 가을날의 회상 - 4:28 (작사 : 손지창 / 작곡·편곡 : 유정연)
7. 별을 닮은 그대 - 3:46 (작사 : 손지창 / 작곡·편곡 : 유정연)
8. 세상 모든이에게 (Duet With 유정연) - 4:17 (작사 : 박준배 / 작곡·편곡 : 유정연)
9. 혼자만의 비밀 (Remix) - 3:46 (그 당시 서태지 1집 제작자인 DJ출신 유대영이 이 곡의 리믹스를 맡았다)

## 크레딧
- Producer : 유정연
- Co-Produced by 이동헌
- Recording Engineer : 김태형, 최원형 (91 Studio), 이유억 (Universal Studio), 이창덕, 이용준, 최부강 (가락 Studio)
- Mixing Engineer : 임창덕
- Recording Studio : 91 Studio, Universal Studio, 가락 스튜디오
- Mixing studio : 가락 스튜디오
- Backing Vocal, Synthsizer, Violin : 유정연
- Electric Piano : 김형석
- E. Bass : 신현권
- Drums : 강윤기
- Electric Guitar, Acoustic Guitar : 함춘호
- Electric Guitar, Acoustic Guitar : 손진태
- Drums : 민병직
- E.Bass : 이태윤
- Computer Programming : 변준민
- Piano Solo : 이영경
- Percussion : 박영용
- Saxophone : 이정식
- Background Vocal : 박영애
- Photography by 서 미카엘 (PHOTO WORK)
- Designed By : 안현진